# Matsusaka
Matsusaka (japanisch 松阪市, -shi, wörtlich: „Kiefernhang“) ist eine Stadt in der japanischen Präfektur Mie.

## Geographie

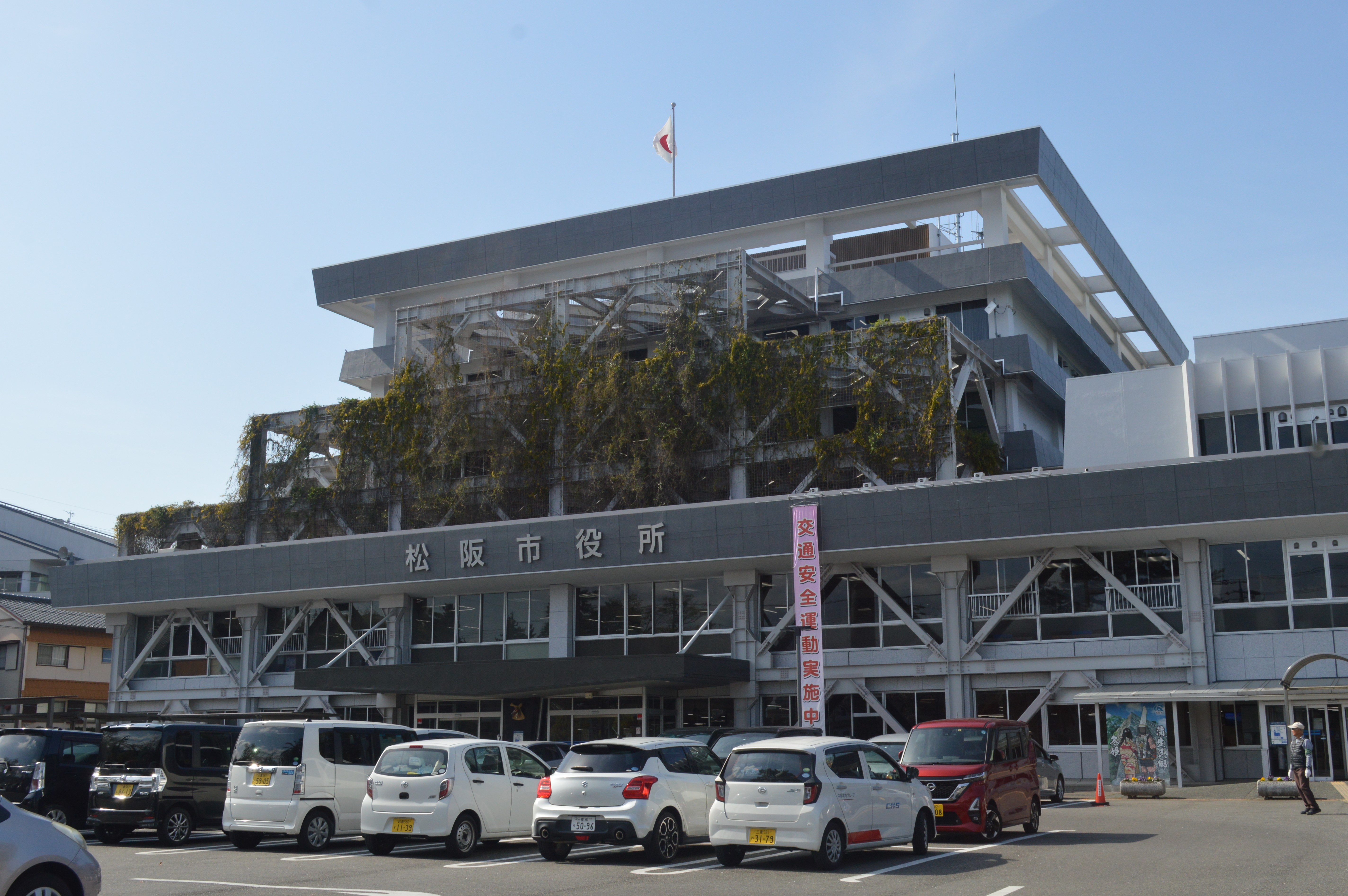
Rathaus von Matsusaka

Matsusaka liegt westlich von Ise und südlich von Tsu an der Ise-Bucht.

## Geschichte
Die Geschichte der Stadt reicht zurück bis in das Jahr 1580, als Oda Nobukatsu die Burg Matsugashima errichtete. 1588 wurde die Burg Matsusaka erbaut, von der heute noch die Grundmauern erhalten sind. In der Edo-Zeit war  Matsusaka eine wichtige Post-Station.

## Landwirtschaft
Die Stadt ist für das Matsusaka-Rindfleisch bekannt. Das Fleisch der zum Teil mit Bier gemästeten Kühe ist so teuer, dass es in Japan zum Synonym für einen extravaganten Lebensstil wurde. Bei einer Viehauktion hat ein Käufer für eine Matsusaka-Kuh den Preis von 50 Millionen Yen (umgerechnet ca. 360.000 Euro) bezahlt. (Siehe auch: Kobe-Rind)

## Verkehr
Matsusaka ist über die Ise-Autobahn sowie über die Nationalstraßen 23, 42, 166, 368 und 422 erreichbar.
Der Bahnhof Matsusaka liegt an der Kisei-Hauptlinie und ist der Ausgangspunkt der Meishō-Linie, die beide von JR Central betrieben werden. Ebenso verläuft die Kintetsu Yamada-Linie von Kintetsu durch den Bahnhof und ermöglicht direkte Verbindungen in Richtung Nagoya und Osaka.

## Söhne und Töchter der Stadt
- Mitsui Takatoshi (1622–1694), wohlhabender Kaufmann in der frühen Edo-Zeit, Gründer des Familienunternehmens Mitsu
- Motoori Norinaga (1730–1801), Gelehrter der „Nationalen Schule“ (Kokugaku)
- Motoori Ōhira (1756–1833), Gelehrter der mittleren und späten Edo-Zeit
- Motoori Haruniwa (1763–1828), Experte für Japanisch und Philosoph der mittleren und späten Edo-Zeit
- Miwa Yasujirō (1893–1975), Elektroingenieur
- Uda Tekison (1896–1980), Maler
- Nakatani Tai (1909–1993), Maler
- Kazuo Kuroki (1930–2006), Regisseur und Drehbuchautor
- Mienoumi Tsuyoshi (* 1948), Sumōringer
- Norihisa Tamura (* 1964), Politiker
- Kana Nishino (* 1989), Sängerin
- Sara Doshō (* 1994), Ringerin
- Koki Ueyama (* 1999), Sprinter

## Weblinks

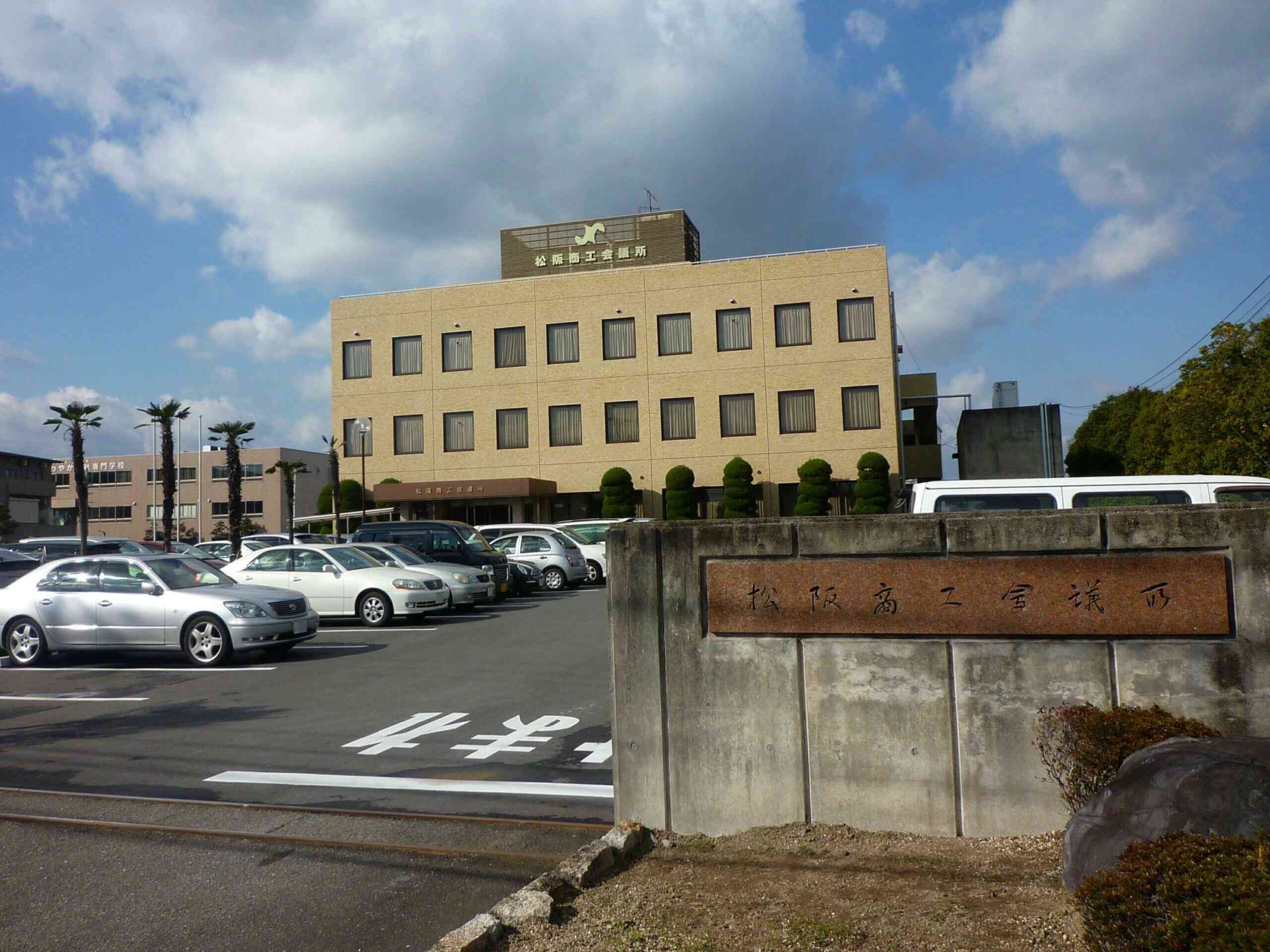
Handels- und Industriekammer von Matsusaka

## Angrenzende Städte und Gemeinden
- Präfektur Mie
  - Tsu
  - Taki
  - Ōdai
  - Meiwa
- Präfektur Nara
  - Higashi-Yoshino
  - Kawakami
  - Mitsue